# Латик Ірина Василівна
Ірина Василівна Латик (1926, місто Болехів, тепер Івано-Франківської області — 31 серпня 1996, місто Львів) — українська радянська діячка, лікар, завідувач відділення Львівської міської лікарні № 3, головний акушер-гінеколог Львівського міськздороввідділу. Герой Соціалістичної Праці (4.02.1969). Кандидат медичних наук.

## Біографія
Народилася в родині робітника. Закінчила медичний інститут.
З 1950-х років — лікар, завідувач акушерсько-гінекологічного відділення Львівської міської лікарні № 3, головний акушер-гінеколог Львівського міськздороввідділу.
Член КПРС. Обиралася секретарем партійного бюро Львівської міської лікарні № 3.
4 лютого 1969 року отримала звання Героя Соціалістичної Праці з врученням ордена Леніна і золотої медалі «Серп і молот».
Потім — на пенсії в місті Львові.

## Нагороди
- Герой Соціалістичної Праці (4.02.1969)
- орден Леніна (4.02.1969)
- медалі